# 穆拉德一世
穆拉德一世（1326年6月29日—1389年6月14日）是奥斯曼帝国第三任君主，1362年至1389年在位。他也是帝國首位以苏丹為頭銜的君主，他的綽號為許達文迪加爾（Hüdavendigâr），意思是「皇帝」。

## 生平
在位期间，穆拉德迁都阿德里安堡，开始对巴尔干半岛进行攻掠。1383年，穆拉德一世自称“苏丹”，并创建了土耳其禁卫军。穆拉德一世实际上建立了一个大帝国的基础。
1389年6月14日，穆拉德一世在科索沃戰役中，被诈降的塞尔维亚贵族米洛什·奥比利奇用毒匕首刺杀。
居尔奇切克可敦是穆拉德一世的妻子，也是苏丹皇太后。他的儿子巴耶济德一世是奥斯曼帝国第4任統治者。

## 家庭
巴耶济德一世 (约1360 - 1403年3月8日) 与Gulçiçek可敦所生，帝国的继承者。
萨乌吉·贝伊  (约1361 - 1385) 叛乱失败后被其父先弄瞎后处死。生有一个儿子达乌德·穆拉德·贝伊，在父亲被杀后逃去了匈牙利。
雅库布·切莱比 (约1362 - 1389年6月20日)在巴耶济德一世继位后，奉后者命令被勒死。
易卜拉欣·贝伊 (约1365 - 约1385)葬于奥斯曼一世陵墓。
亚西·贝伊 (卒于1389年之前) 与Gülçiçek可敦所生。